# Фишерсвил (Вирџинија)
Фишерсвил (енгл. Fishersville) насељено је место без административног статуса у америчкој савезној држави Вирџинија.

## Демографија
По попису из 2010. године број становника је 7.462, што је 2.464 (49,3%) становника више него 2000. године.
| Група             | 2000.         | 2010.         |
| Белци             | 4.713 (94,3%) | 6.668 (89,4%) |
| Афроамериканци    | 199 (4,0%)    | 427 (5,7%)    |
| Азијати           | 21 (0,4%)     | 82 (1,1%)     |
| Хиспаноамериканци | 31 (0,6%)     | 161 (2,2%)    |
| Укупно            | 4.998         | 7.462         |